# Президентские выборы в Монголии (2005)
Президентские выборы 2005 года в Монголии проводились 22 мая. Президентом был избран Намбарын Энхбаяр от Монгольской народно-революционной партии. Участие составило 74,9 %.

## Предвыборная обстановка
Президент Монголии Н. Багабанди не мог баллотироваться на выборы 2005 года, так как был ограничен двумя сроками на посту президента. После парламентских выборов 2004 года Монгольская народная партия и Демократическая партия были вынуждены сформировать коалицию в парламенте. МНР номинировала Н. Энхбаяра кандидатом в президенты.

## Результаты
| Кандидат                                                                                                 | Партия                                   | Голоса  | %    |
| --- | ---------------------------------------- | ------- | ---- |
| Намбарын Энхбаяр                                                                                         | Монгольская народно-революционная партия | 495 730 | 54,2 |
| Мэндсайханы Энхсайхан                                                                                    | Демократическая партия                   | 184 743 | 20,2 |
| Базарсад Жаргалсайхан                                                                                    | Монгольская республиканская партия       | 129 147 | 14,1 |
| Бадарчийн Эрдэнэбат                                                                                      | Партия «Эх орон»                         | 105 171 | 11,5 |
| Недействительных/пустых бюллетеней                                                                       | Недействительных/пустых бюллетеней       | 12 072  | —    |
| Всего | Всего                                    | 914 791 | 100  |
| Источник: Центральная избирательная комиссия Монголии Архивная копия от 25 марта 2013 на Wayback Machine |                                          |         |      |